# مهندسی مجدد فرایندهای کسب و کار و کاربرد IT در آن (EBPR)
به دلیل تحولات جهانی در اقتصاد، جهانی شدن بازارها، تغییر نیازهای مشتریان و افزایش رقابت، رویکردهای جدید برای همخوانی با پویایی‌های محیط توسعه یافت در سال ۱۹۹۱، مایکل همر پروفسور دانشگاه MIT در علوم کامپیوتر مقاله‌ای را در مجلهHarward Business Review منتشر نمود که برنیاز به تغییر بنیادین سازمان‌ها تأکید داشت و برای اولین بار مهندسی مجدد را مطرح ساخت.
بعد از آن مفهوم مهندسی مجدد به سرعت توسعه یافته و به کار گرفته شده کتاب‌ها و بخصوص مقالات زیادی در این رابطه منتشر شده و در کنفرانس‌های متعددی مطرح گردید به‌طور تخمینی در سال ۹۴ بیش از ۷۰ درصد از ۱۰۰ شرکت برتر آمریکایی با پروژه‌های مهندسی مجدد درگیر بوده و در اروپا اغلب شرکت‌ها درصدد انجام مهندسی مجرد می‌باشند.
مهندسی مجدد برطراحی مجدد فرایندهای کاری جهت دست یابی به بهره‌وری و مزیت رقابتی تمرکز می‌نماید. تقاضا برای رویکرد جدید در ساختار بندی مجدد شرکت در حال افزایش است فرآیندهای موجود ابتدا براساس مجموعه برنامه‌های مدرن طراحی شود و آن گاه به موازات توسعه تکنولوژی خودکار گردید. هرچند این اتوماسیون هیچ تغییری برافزایش کارایی نداشته و به مسائل برون سازمانی همانند تقاضاهای مشتریان توجه نداشت. همان‌طور که سازمان رشد می‌نماید افراد بیش تری به مجموعه سازمان اضافه شده در حالی که هنوز مطابق برنامه قبلی کار می‌نماید.

## تعاریف مهندسی مجدد
براساس تعریف مایکل همر مهندسی مجدد عبارت است از «باز اندیشی بنیادین و طراحی مجدد و ریشه‌ای فرایندها برای دستیابی به بهبودهای چشمگیر در معیارهای حساس عملکردی مانند هزینه، کیفیت، خدمت و سرعت» این تعریف یکی از بهترین شرح‌های مهندسی مجدد می‌باشد که به تعداد قابل ملاحظه‌ای در مجلات آورده شده‌است مایکل همر ۴ کلمهٔ کلیدی را در تعریف خود آورده که عبارت انداز:
- بنیادین

دو مسئله مطرح می‌شود که دلایل وجود شرکت‌ها می‌باشند. ماچه کاری را انجام می‌دهیم؟ و چرا آن را به این صورت انجام می‌دهیم؟ همان‌طور که همر اشاره نمود افراد با این سؤال به سمتی هدایت می‌شوند که روش‌های نامستعمل، نامناسب و اشتباه را کنار بگذارند.
مهندسی مجدد به معنی شروع از ابتدا بدون هیچ گونه پیش فرضی می‌باشد و ابتدا تعیین می‌کند که سازمان چه کاری را انجام دهد و ثانیاً آن را چگونه انجام دهد.
- ریشه‌ای

طراحی مجدد فرایندها به این معنی می‌باشد که به دنبال ریشه کارها باشیم نه بهبود برنامه‌های موجود و کشمکش با مسئله بهینه‌سازی برطبق نظر همر طراحی مجدد و ریشه‌ای، یعنی اینکه کلیه برنامه‌ها و ساختارهای موجود را کنار گذاشته و راه‌های کاملاً جدیدی برای انجام کار ارائه نمائیم.
- چشمگیر

مهندسی مجدد راهی برای رسیدن به بهبودهای جزئی نمی‌باشد بلکه برای رسیدن به تحولی بزرگ می‌باشد.
- فرایندها

فرایند گرایی یکی از مهم‌ترین ملاحظات BPR می‌باشد. همر بیان می‌نماید که اکثر شرکت‌ها به جای فرایندها برفعالیت‌ها افراد و ساختار تمرکز می‌نمایند.

## مفهوم مهندسی مجدد
همان‌طور که اشاره شد استفاده از آخرین تکنولوژی در فرایندهای موجود راه حل معتبری برای حل مشکل نیست، راه حل آن در تفکر و باز اندیشی مجدد فعالیت‌ها و برای ایجاد بنیانی برای فرایندها می‌باشد. طراحی مجدد فرایندها به صورت کارا، فعالیت‌های غیرضروری را حذف نموده و فعالیت‌های فرایند گرا را جایگزین فعالیت‌های وظیفه گرای سازمان نموده و از فن آوری اطلاعات استفاده می‌نمایند که با بکارگیری مهندسی مجدد سرعت، بهره‌وری، خدمت کیفیت و نوآوری بدست می‌آید.
مهندسی مجدد شامل تجزیه و تحلیل ریشه‌ای سازمان و طراحی مجدد موارد زیر می‌باشد.
- ساختار سازمانی
- شرح وظایف
- ساختار پاداش دهی در سازمان
- جریان‌های کار
- فرایند کنترل و در بعضی موارد
- ارزیابی مجدد فرهنگ و فلسفه سازمانی

به‌طور کلی مهندسی مجدد شامل۴ عنصر استراتژی، فرایندها، تکنولوژی و کارکنان می‌باشد. استراتژی و فرایندها زمینه‌ای برای بهره‌برداری از تکنولوژی‌ها و طراحی مجدد سیستم کاری کارکنان ایجاد می‌نماید.

## ابعاد مهندسی مجدد
۹ بعد برای مهندسی مجدد تعریف شده‌است که ما آن‌ها را به ۳ لایه تقسیم کردیم. اولین آن که بسیار مشهود است و ارتباط و سروکار با آن بسیار زیاد است، لایه فیزیکی / تکنیکی است در دل این لایه ابعاد ساختار فرایندی و ساختار تکنولوژیکی و ساختار سازمانی وجود دارند. اینها اساس عملیاتی سازمان را فراهم می‌کنند.
لایهٔ دوم: که لایه اساسی است شامل ساختار پاداش، سیستم‌های ارزیابی و روش‌های مدیریتی است.
اینها لایه‌های عملیاتی، فیزیکی / تکنیکی را حمایت و پشتیبانی می‌کنند.
لایه سوم: که کمتر قابل مشاهده است و از نظر ایجاد تغییرات مشکل‌ترین حالت است، که دارای ابعادی همچون فرهنگ سازمانی، توان سیاسی و عقیده و اعتقادات افراد است با درک و فهمیدن هریک از این لایه‌ها و ابعاد آن‌ها می‌توان مهندسی مجدد را به صورت موفق فرموله کرد.
۱- ابعاد فیزیکی / تکنیکی
در این مرحله تلاش تیم‌های مهندسی مجدد به صورت غلط متمرکز می‌شود. به دلیل اینکه ابعاد فیزیکی / تکنیکی به راحتی قابل مشاهده و انجام هستند چرا که اگر تمام سعی روی این ابعاد متمرکز شود پروژه مهندسی مجدد منجربه شکست خواهد شد. همچنین درون این لایه که ابعاد، ساختار فرایندی، ساختار تکنولوژیکی و ساختار سازمانی مطرح است. اگر خارج از تنظیم باشند باعث بروز مشکلات عملیاتی در سازمان خواهند شد؛ که در این لایه ساختار فرایندی، تکنولوژیکی و ساختار سازمانی وجود دارند.
الف) ساختار فرایندی  ب) ساختار تکنولوژیکی  ج) ساختار سازمانی
۲- ابعاد سیاسی
شرح سیاست گذاری‌ها و مراحل اجرائی تأثیر زیادی برچگونگی انجام ابعاد فیزیکی و تکنیکی دارد؛ که مبتنی بر برنامه‌های اصلی به صورت روزانه اجرا می‌گردند؛ بنابراین اگر ابعاد فیزیکی / تکنیکی منجربه تغییر شد، ابعاد سیاسی هم تغییر می‌کنند، بخاطر اینکه ابعاد اساسی با رفتارهای عملیاتی که بدان سان تمایل شده‌اند تقویت می‌شوند.
۳- ابعاد ارزشی
ابعاد ارزشی اغلب از ابعاد نامرئی هستند که به صورت فرهنگ سازمانی و رفتار محرک تعریف می‌شوند. اینها از مواردی هستند که باید در فلسفه‌های بهبود و رهبری سازمان به کار روند (ظاهر گردند) اگر این ابعاد طوری تنظیم شوند که سبب حمایت رفتار تقویت شده عملیات مهندسی مجدد نشوند در آن صورت حتی بهترین طراحی مهندسی مجدد درمرحلهٔ ابتدائی اجرا ناتوان می‌ماند؛ که در این بعد مهندسی مجدد مسائل زیر مطرح می‌باشد.
الف) فرهنگ سازمانی  ب) توان سیاسی افراد   ج) سیستم‌های اعتقادی افراد

## مقایسه مهندسی مجدد با مدیریت کیفیت جامع
TQM و مهندسی مجدد هر دو نگاه فرایندی داشته و بر روی مشتری تأکید دارند. TQM شامل مشارکت کلیه افراد و از سمت پایین به بالا است. عمدتاً شامل بهبود وظایف می‌باشد، ارزیابی‌ها پیوسته بوده و تغییرات به شکل مستمرو خزشی صورت می‌گیرد. اما مهندسی مجدد با شرکت یک گروه خاص و از بالا به پایین بوده و اصرار برفرایندهای کاری به صورت وظایف کاری به هم پیوسته در کل سازمان دارد. IT یک ابزار جنبی در TQM می‌باشد ولی برای مهندسی مجدد یک فاکتور کلیدی می‌باشد.
البته بایستی متخصصان توسعه سازمانی به‌طور روشن برتری و امتیاز بین تغییرات اساسی با تغییرات مستمر را ارائه‌کننده از آن جائی که تغییرات در مهندسی مجدد در یک مقیاس بزرگی اتفاق می‌افتد، بنابراین دانستن مشخصه‌های تغییرات یک امر ضروری است.
در زیر یک تقسیم‌بندی و مقایسه بین BPR و نظریه بهبود مستمر ارائه می‌شود.

## ابزارهای مهندسی مجدد
در این قسمت ابزارها و تکنیک‌های مورد نیاز پروژه مهندسی مجدد اشاره می‌شود.
بکارگیری ابزارها و تکنیک‌ها منوط به نوع مسئله و شرایط محیطی می‌باشد و باید در انتخاب آن‌ها دقت شود. این ابزارها به ۲ دسته تقسیم می‌شوند:
۱- ابزارهای تحلیل مشتریان / سازمان / بازار
از مدل‌های زیر جهت تحلیل مشتریان استفاده می‌شود.
- مدل پنج P
- مدل تحلیلی SWOT
- ماتریس در سطح کیفیت / قیمت فروش
- مدل در بازار فروش در مقابل محصولات جدید
- ماتریس «رشد / سهم بازار
- پویایی راهبردهای رقابتی
- مدل نیروهای پنج‌گانه رقابتی بورتر
- کیفیت محصول در مقابل کمیت فروش

۲- ابزارهای تحلیل عرضه‌کنندگان
از روش‌های زیر جهت تحلیل عرضه‌کنندگان استفاده می‌شود.
- زنجیره ارزش افزوده
- تحلیل عرضه‌کنندگان در مقابل سهم ارزش افزوده آن‌ها
- ابزارهای تجزیه و تحلیل کارکنان شرکت

تجزیه و تحلیل کارکنان شامل ۲ بعد است یکی تحلیل‌های سخت و دیگری تحلیل‌های نرم که بعد نرم اگر از بعد سخت با اهمیت تر نباشد کم‌اهمیت تر نیست.

## چار چوب مهندسی مجدد
با مروری گذرا می‌توان نتیجه گرفت که مهندسی مجدد کاربرد ترکیبی از تئوری و مفاهیم – عمدتاً از سه مورد زیر می‌باشد.
۱- بازاریابی: دررابطه با مزیت رقابتی، مشتری مداری و زنجیره ارزش افزوده است.
۲- تئوری سازمان: به‌طور کلی شامل مدیریت منابع انسانی و استراتژی‌های انسانی می‌باشد.
۳- اطلاعات: استفاده از تکنولوژی اطلاعات برای پشتیبانی از سازمان‌های فرایند گرا با بکارگیری سیستم‌ها و طراحی مناسب اطلاعات می‌باشد.

## بکارگیریIT
استفاده از تکنولوژی اطلاعات یک توانایی تکنولوژیکی برای اجرای تغییر و پشتیبانی فرایندها می‌باشد که یکی از اقدامات در مرحلهٔ دوباره سازی می‌باشد. با توجه به ریشه‌ای بودن تغییر و قابلیت تطابق آن با تکنولوژی اطلاعات موجود ممکن است سیستم‌های موجود تغییر کرده یا به‌طور کل سیستم جدیدی جایگزین آن گردد در حالی که اولین راهکار شامل مهندسی نرم‌افزار بودن اثرگذاری برسخت افزار می‌باشد، راه دوم اغلب شامل (تغییر) سیستم‌های فعلی می‌باشد.

## روابط بین فناوری اطلاعات و مهندسی مجدد فرایندهای سازمان
طراحی مجدد فرایندهای سازمان با همکاری شرکت / مشتریان، تأمین کنندگان و شرکای شرکت انجام می‌شود در دههٔ ۹ کاهش چشمگیر هزینه‌های فناوری اطلاعات باعث استفاده فراوان شرکت‌ها از فناوری اطلاعات شده‌استفاده از تکنولوژی اطلاعات موانع ارتباطی میان وظایف شرکت را از بین برد. به کارگران خط تولید اختیار بخشید و نیاز به مهندسی مجدد را آشکار کرد. در بیش تر موارد تکنولوژی اطلاعات به کار اداری سرعت می‌بخشد و تغییرات نسبی در آن ایجاد می‌کند تکنولوژی اطلاعات، ابزاری در دست مدیران ارشد شرکت‌ها برای دستیابی به مزایای رقابتی است. استفاده هم‌زمان از تکنولوژی اطلاعات و مهندسی مجدد سازمان را قادر می‌سازد که کار خود را با انعطاف‌پذیری و هماهنگی بیش تر و ارتباطات مناسب تر انجام دهد و تیم محور باشد.
فناوری اطلاعات فراتر از یک مجموعه ابزار برای اتوماتیک کردن و ماشینی کردن فرایندهاست. استفاده نادرست از تکنولوژی اندیشه و رفتار. کهنه موجود را پابرجاتر کرده و سدی در برابر تفکر فوین و مهندسی مجدد سازمان ایجاد می‌کند اشتباه بزرگ بیش تر شرکت‌ها این است که تکنولوژی را با عینک فرایند موجود خود می‌نگرند، آن‌ها از خود می‌پرسند «چگونه می‌توانیم از تواناییهای یک تکنولوژی تازه برای پیشبرد بالا بردن و بهتر کردن آنچه اکنون انجام می‌دهیم استفاده کنیم» در حالی که باید چنین پرشی را مطرح نمایند «چگونه می‌توانیم تکنولوژی را بکار گیریم تا آنچه اکنون در توانمان نیست انجام دهیم» مهندسی مجدد برعکس خودکار کردن در پی نو آوری می‌باشد.
رویکرد درست آن است که فرایندهای سازمان خود را با توجه به تکنولوژی به روز کرده و از روش‌های نوین برای انجام فعالیت خود استفاده نماییم، و در حالت ایده‌آل بتوانیم فعالیت‌های خود را به کل الکترونیکی کنیم.

## توانایی‌های تکنولوژی اطلاعات و مهندسی مجدد
تکنولوژی اطلاعات از سال ۱۹۷۸ در ادارات و بخش خدمات به کار گرفته شد و از کامپیوترهای مادر مرکزی به سمت کامپیوترهای شخصی حرکت کرد موانع ارتباطی میان کارکنان و مشتریان را از بین برد. امروزه مدیران و کارکنان از هر مکانی امکان طراحی و کنترل سیستم‌های اطلاعاتی پیچیده سازمان را دارند. بیل گیتز در کتاب خود می‌نویسد: اگر در دهه‌های ۸۰ کیفیت بحث اصلی بود و در دههٔ ۹۰ مهندسی مجدد در دهه ۲۰۰۰ چابکی بحث اصلی سازمان هاست.
گیتز طرفدار دیجیتالی شدن همه جنبه‌های زندگی است این سیستم‌های دیجتیالی توانایی لازم را به کارکنان برای تصمیم سازی و تعامل با مشتریان می‌دهد.
همر و چمپی تکنولوژی اطلاعات را اهرمی کلیدی برای مهندسی مجدد معرفی کردند نقش تکنولوژی اطلاعات در مهندسی مجدد در ۳ فاز طبقه‌بندی می‌شود. قبل از طراحی فرایند، در حین طراحی فرایند و بعد از اتمام طراحی.

## مقایسه نقش IT در فازهای مهندسی مجدد
شرکت‌های زیادی توانایی فناوری اطلاعات را قبل از طراحی فرایند نادیده می‌گیرند اما باید توجه داشت که فناوری اطلاعات در طراحی فرایند هم تأثیرگذار است. مایکل همر توصیه می‌کند که ابتدا باید فرایندها مجدداً تعریف شوند و بعد از آن اتوماتیک و ماشینی گردند تکنولوژی اطلاعات نقش‌های زیر را در این مرحله از پروژه مهندسی مجدد دارد.

تکنولوژی اطلاعات فناوری‌های بهتر و جدید تر را در اختیار سازمان قرار می‌دهد. به سازمان در خلق چشم‌انداز یاری می‌رساند و سبب بهبود فرایندها قبل از انجام طراحی می‌شود. برای مثال چشم‌انداز شرکت وال مارت حذف توزیعات غیر ضروری، هزینه‌های غیرضروری و خلق ارزش برای مشتریان بود. برای این کار شرکت با کمک تکنولوژی اطلاعات با تأمین کنندگان و فروشگاه‌های خرده فروشی خود ارتباط ایجاد کرد.